# Johann Joachim Schwabe

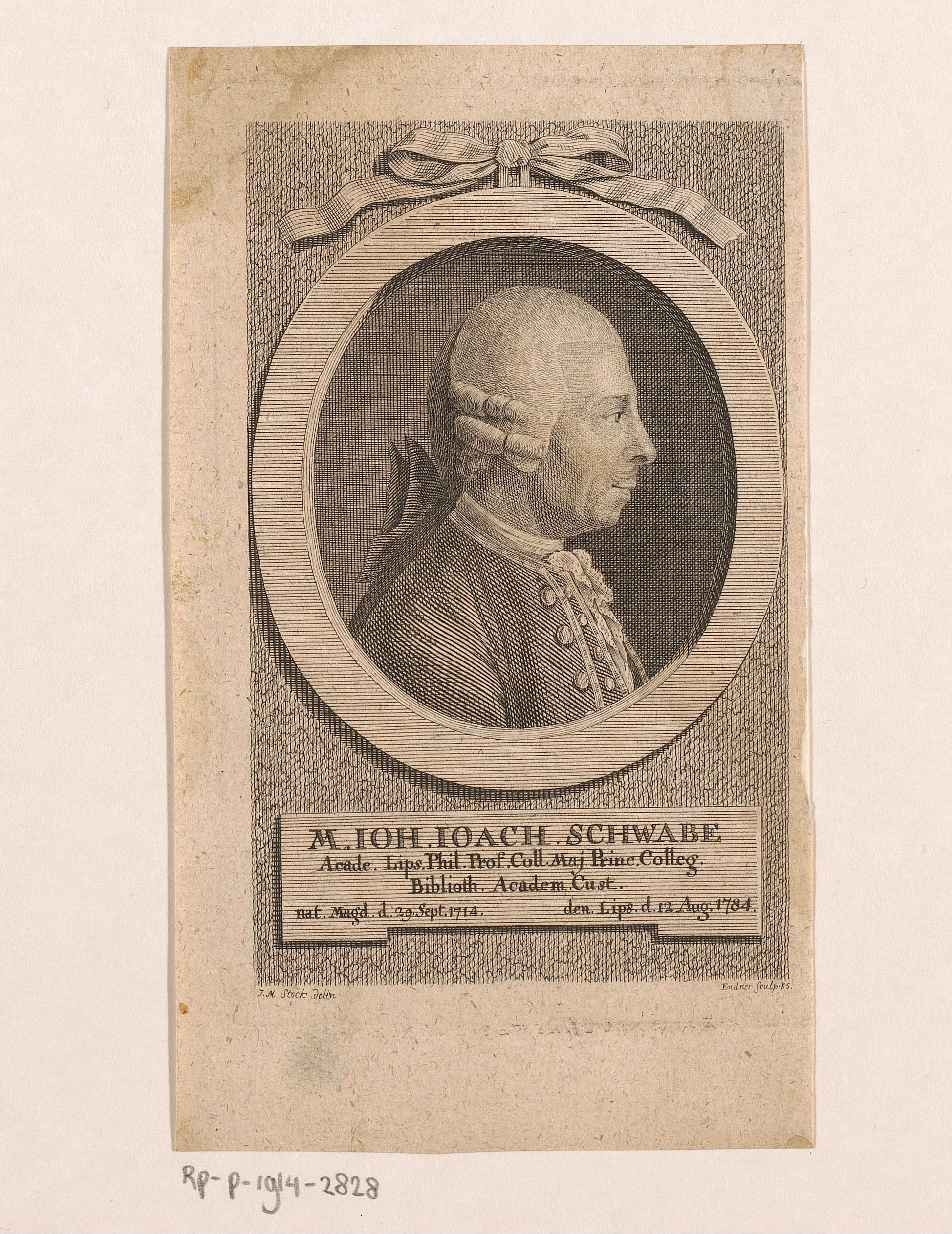
Johann Joachim Schwabe

Johann Joachim Schwabe (* 29. September 1714 in Magdeburg; † 12. August 1784 in Leipzig) war ein deutscher Gelehrter, Bibliothekar, Philosoph und Übersetzer.

## Leben
Schwabe lehrte in Leipzig und war Mitglied der Königlich Preußischen Akademie der Wissenschaften. Als begeisterter Schüler Johann Christoph Gottscheds übertrug er auf dessen Anraten Jonathan Swift auf deutsche Verhältnisse (1734). 
Das Buch Gründliches mythologisches Lexicon von Benjamin Hederich gab er 1770 in der zweiten Auflage heraus. Noch Johann Wolfgang von Goethe, Friedrich Schiller und Heinrich von Kleist schöpften ihre mythologischen Kenntnisse daraus, einzelne Artikel wurden in Zedlers Universal-Lexicon (1732–1754) übernommen.

## Allgemeine Historie der Reisen zu Wasser und zu Lande
Er war auch Herausgeber einer der umfangreichsten und bedeutendsten deutschsprachigen Sammlungen von Reisebeschreibungen des 18. Jahrhunderts, dem Werk Allgemeine Historie der Reisen zu Wasser und zu Lande […], das von 1747 bis 1774 in 21 Bänden in Leipzig erschien. Es beruhte auf der englischen New general collection of voyages and travels (4 Bände, 1745–1747) und der französischen Histoire générale des voyages (20 Bände, 1746–1791), „ergänzt aber die von den englischen und französischen Herausgebern Thomas Astley und Antoine-François Prévost ausgewählten Werke und übersetzt getreuer als die französische Ausgabe.“

## Belustigungen des Verstandes und des Witzes
Schwabe gab die Belustigungen des Verstandes und des Witzes, eine der wichtigen kritischen und schöngeistigen Zeitschrift der Aufklärung, heraus, die von 1741 bis 1745 erschien.
„Unter Gottscheds Einfluß standen die seit 1741 erscheinenden ‚Belustigungen‘, die als das erste belletristische Journal Deutschlands gelten können... Inhaltlich wurden sie von Leipziger Dichtern und Schülern Gottscheds geprägt... Christian Fürchtegott Gellert wurde durch hier veröffentlichte Tierfabeln berühmt. Die von Johann Joachim Schwabe geleitete Zeitschrift diente Gottsched anfänglich zu dichtungstheoretischen Auseinandersetzungen mit seinen Zürcher Rivalen Johann Jacob Bodmer und Johann Jacob Breitinger, die sich gegen seine allzu rationale Regelpoetik wandten und für mehr Phantasie und literarische Imagination plädierten... In den 'Neuen Beyträgen zum Vergnügen des Verstandes und des Witzes’ und der 'Sammlung vermischter Schriften', die auf die 'Belustigungen' folgten, spiegelt sich die Literaturgeschichte der vierziger und fünfziger Jahre des 18. Jahrhunderts wider“.

## Werke
- (Bearb. und Übers.) Swift Jonathan: Anti-Longin, Oder die Kunst in der Poesie zu kriechen / anfänglich von dem Herrn D. Swift den Engelländern zum besten geschrieben, itzo zur Verbesserung des Geschmacks bey uns Deutschen übersetzt, und mit Exempeln aus Englischen, vornemlich aber aus unsern Deutschen Dichtern durchgehends erläutert. Diesem ist beygefüget eben desselben Staatslügenkunst, nebst einer Abhandlung Sr. Hochedelgebohrnen, Hn. Johann Christoph Gottscheds, Prof. Log. & Metaph. Ord. und Poes. Extr. zu Leipzig, auch der Königl. Preußl. Soc. der Wissenschaften Mitglied, von dem Bathos in den Opern. Leipzig, verlegts Joh. George Löwe, 1734 mdz-nbn-resolving.de
- (Hrsg.) Belustigungen des Verstandes und des Witzes (Zeitschrift), 1741–1745
- (Hrsg.) Allgemeine Historie der Reisen zu Wasser und zu Lande; oder Sammlung aller Reisebeschreibungen, welche bis itzo in verschiedenen Sprachen von allen Völkern herausgegeben worden, und einen vollständigen Begriff von der neuern Erdbeschreibung und Geschichte machen; worinnen der wirkliche Zustand aller Nationen vorgestellet, und das Merkwürdigste, Nützlichste und Wahrhaftigste in Europa, Asia, Africa und America, in Ansehung ihrer verschiedenen Reiche und Länder; deren Lage, Größe, Gränzen, Eintheilungen, Himmelsgegenden, Erdreichs, Früchte, Thiere, Flüsse, Seen, Gebirge, großen und kleinen Städte, Häfen, Gebäude u.s.w. wie auch der Sitten und Gebräuche der Einwohner, ihrer Religion, Regierungsart, Künste und Wissenschaften, Handlung und Manufacturen, enthalten ist; Mit nöthigen Landkarten nach den neuesten und richtigsten astronomischen Wahrnehmungen und mancherley Abbildungen der Städte, Küsten, Aussichten, Thiere, Gewächse, Kleidungen, und anderer dergleichen Merkwürdigkeiten, versehen; Durch eine Gesellschaft gelehrter Männer im Englischen zusammen getragen, und aus demselben ins Deutsche übersetzt. Leipzig: Arkstee und Merkus, 1747–1774.digitale.bibliothek.uni-halle.de
- (Hrsg.) Benjamin Hederich: Gründliches mythologisches Lexicon, worinnen so wohl die fabelhafte, als wahrscheinliche und eigentliche Geschichte der alten römischen, griechischen und ägyptischen Götter und Göttinnen und was dahin gehöret, nebst ihren eigentlichen Bildungen bey den Alten, physikalischen und moralischen Deutungen zusammen getragen, und mit einem Anhange dazu dienlicher genealogischer Tabellen versehen worden. Zu besserm Verständnisse der schönen Künste und Wissenschaften nicht nur für Studierende, sondern auch viele Künstler und Liebhaber der alten Kunstwerke, sorgfältig durchgesehen, ansehnlich vermehret und verbessert von Johann Joachim Schwaben. Gleditsch, Leipzig 1770, Textarchiv – Internet Archive